# Marco Calamita
Marco Calamita (* 22. März 1983 in Bitonto oder Bari) ist ein ehemaliger italienischer Fußballspieler, der auch die deutsche Staatsbürgerschaft besitzt.

## Karriere

### Kindheit und Jugend
Marco Calamita wurde in Bitonto oder Bari geboren und verbrachte seine ersten acht Lebensjahre in Apulien, wo er das Fußballspiel kennenlernte und auf der Straße spielte. Dann wanderte er mit seinen Eltern nach Fellbach bei Stuttgart aus. Dort trat Calamita erstmals einem Fußballverein, dem SV Fellbach, bei. Von dort ging er in die Jugend der Stuttgarter Kickers und später zum VfB Stuttgart.

### Seniorenbereich
Mit der Winterpause der Spielzeit 2002/03 wechselte er in die Zweite Mannschaft seines ehemaligen Klubs Stuttgarter Kickers. Danach ging er 2004 nach Westfalen zum Oberligisten SC Verl. Als Stammspieler erzielte er dort 17 Saisontore und weckte das Interesse höherklassiger Vereine. Die nächsten beiden Jahre spielte er in der Regionalliga für die SV Elversberg. Im Jahr 2006 wechselte er zum 1. FC Kaiserslautern in die Amateurmannschaft. In der Winterpause wechselte er von dem Abstiegskandidaten zum aufstiegsambitionierten SV Wehen. Zwar wurden die Wehener Meister und stiegen auf, Calamita hatte aber keinen Einsatz und bekam auch keinen Vertrag für die 2. Bundesliga. In der Saison 2007/08 spielte er in der Regionalliga für den SC Pfullendorf und war mit zwölf Treffern der beste Torschütze der Mannschaft. Trotzdem war der Verein weit davon entfernt, sich für die neue eingleisige 3. Liga zu qualifizieren. Er ging nicht mit in die Viertklassigkeit, sondern fand mit dem SV Wacker Burghausen einen weiteren Drittligisten als Arbeitgeber. In der Saison 2008/09 wurde er Rekordspieler in der neugegründeten 3. Liga mit 38 Einsätzen und mit elf Saisontoren war er wieder erfolgreichster Torschütze der Mannschaft, die nur knapp dem Abstieg entging.
Im Jahr 2009 wechselte er innerhalb der Liga zu Eintracht Braunschweig, bei der er im ersten Jahr erneut Stammspieler und erfolgreicher Torschütze war. Im Jahr darauf stand er allerdings im Schatten seiner deutlich erfolgreicheren Sturmkollegen: er wechselte zwischen erster und zweiter Mannschaft der Niedersachsen. Als der Verein am Saisonende in die 2. Bundesliga aufstiegen war, erhielt er keinen Vertrag für die höhere Liga.
Im Sommer 2011 wechselte Calamita zum VfR Aalen, bei dem er einen Zweijahresvertrag bis Juni 2013 unterzeichnete. In der Hinrunde kam er dort regelmäßig zum Einsatz, zog sich dann einen Kreuzbandanriss zu und fiel für den Rest der Saison aus. Aalen stieg als Tabellenzweiter in die 2. Bundesliga auf. Seinen ersten Zweitligaeinsatz nach überstandener Verletzungspause erhielt Calamita am 3. März 2013 (24. Spieltag) bei Aalens 0:1-Niederlage gegen den FC St. Pauli, als er in der Schlussphase der Begegnung eingewechselt wurde. Im weiteren Verlauf der Rückrunde kam Calamita noch auf fünf weitere Einsätze nach Einwechslungen, in denen er zwei Torvorlagen gab. Sein am Saisonende auslaufender Vertrag wurde nicht verlängert.
Nach vier Monaten Vereinslosigkeit kehrte Calamita im November 2013 zu den Stuttgarter Kickers zurück, für deren zweite Mannschaft er zehn Jahre zuvor gespielt hatte. Der Drittligist reagierte mit der Verpflichtung auf eine Reihe von Verletzungen in der Mannschaft. Nachdem er mit den Kickers 2016 in die Regionalliga Südwest abgestiegen war, beendete Calamita seine aktive Karriere.

### Nationalmannschaft
Kurz nach seinem 18. Geburtstag erhielt er von Uli Stielike eine Einladung zu einem Lehrgang der U-18-Nationalmannschaft Deutschlands. Zu einem Einsatz in jener Altersklasse und anderen deutschen U-Nationalmannschaften kam es nicht, weil er sich gegen die deutsche Staatsbürgerschaft entschied.

## Erfolge
- Aufstieg in die 2. Bundesliga: 2007 mit dem SV Wehen, 2011 mit Eintracht Braunschweig, 2012 mit dem VfR Aalen